# Strandvägen, Nynäshamn
| Strandvägen (Ringvägen) omkring 1907 och 2017. |  | Strandvägen (Ringvägen) omkring 1907 och 2017. |
| Strandvägen (Ringvägen) omkring 1907 och 2017. |  |                                                |

Strandvägen är en gata i Nynäshamn, Nynäshamns kommun, Stockholms län. Gatan, som även kallas Ringvägen i folkmun, är en slingrande kustväg längs Gårdsfjärden med höga natur- och upplevelsevärden. En körbar väg anlades i samband med de Olympiska sommarspelen 1912. Strandvägen räknas idag till en av de vackraste bilvägarna i Nynäshamnstrakten.
Strandvägen är dessutom en populär åskådarplats för Nynäs Offshore Race, en av Sveriges mest populära, årliga motorbåtstävlingar som går av stapeln i slutet av augusti.

## Historik
Den första gångstigen med smala träbroar och plankor längs den klippiga stranden på sydöstra Nynäshamn byggdes mellan 1907 och 1908. Promenaden fick smeknamn som Medgången, Motgången och Pilgrimsstigen och intressanta platser längs vägen döptes till exempelvis Sockertoppen, Vågornas udde eller Klippiga bergen. Här kunde gäster från nobla badhotellet Nynäs Hafsbad (invigd 1907) promenera och njuta av den friska luften och den fina utsikten. 
En bättre väg anlades 1912 för att göra det möjligt för allmänheten att följa de de olympiska regattorna som ägde rum den 20 och 21 juli 1912 i vattnen utanför Nynäshamn. Då var vägen bara körbar med häst och vagn. En grusväg för bilar stod färdig några år senare. Idag är vägen asfalterad och enkelriktad (söderut).

## Historiska bilder

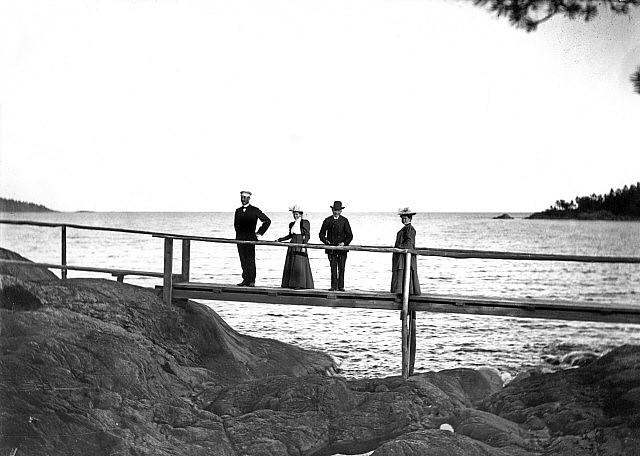
En "plankvandring" 1908.
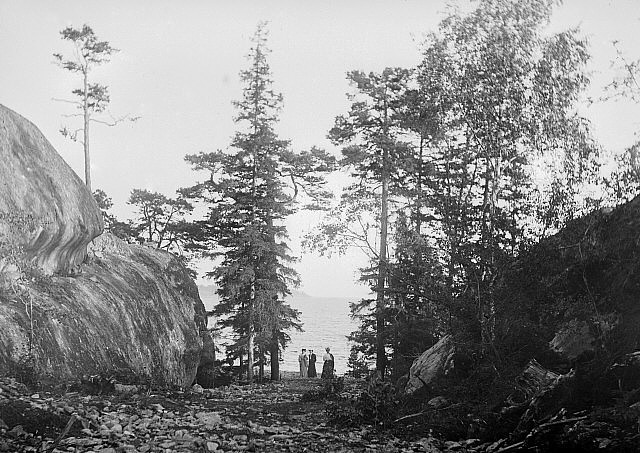
Nuvarande Strandvägen vid Jökeldalen 1908.
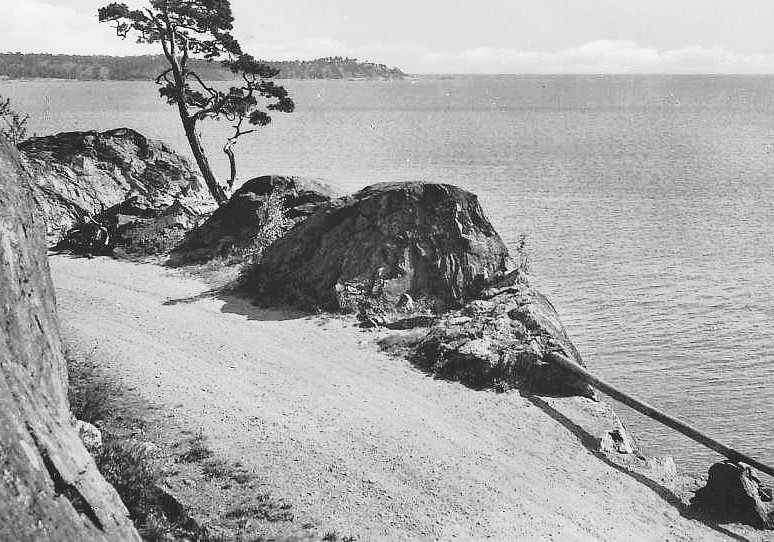
När Strandvägen fortfarande var en grusväg.
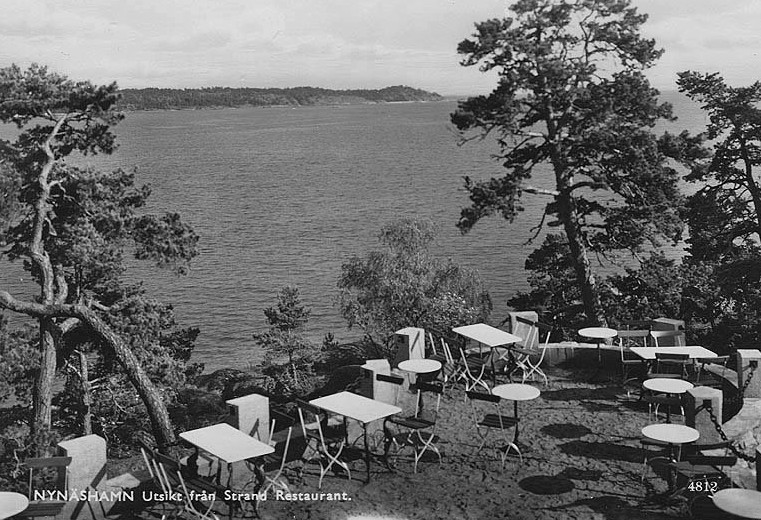
Utsiktsterrassen på Strand Restaurang.
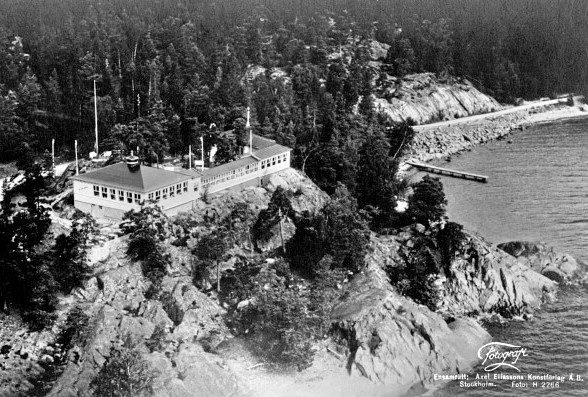
Strand Restaurang, vykort från 1933.

## Sträckning

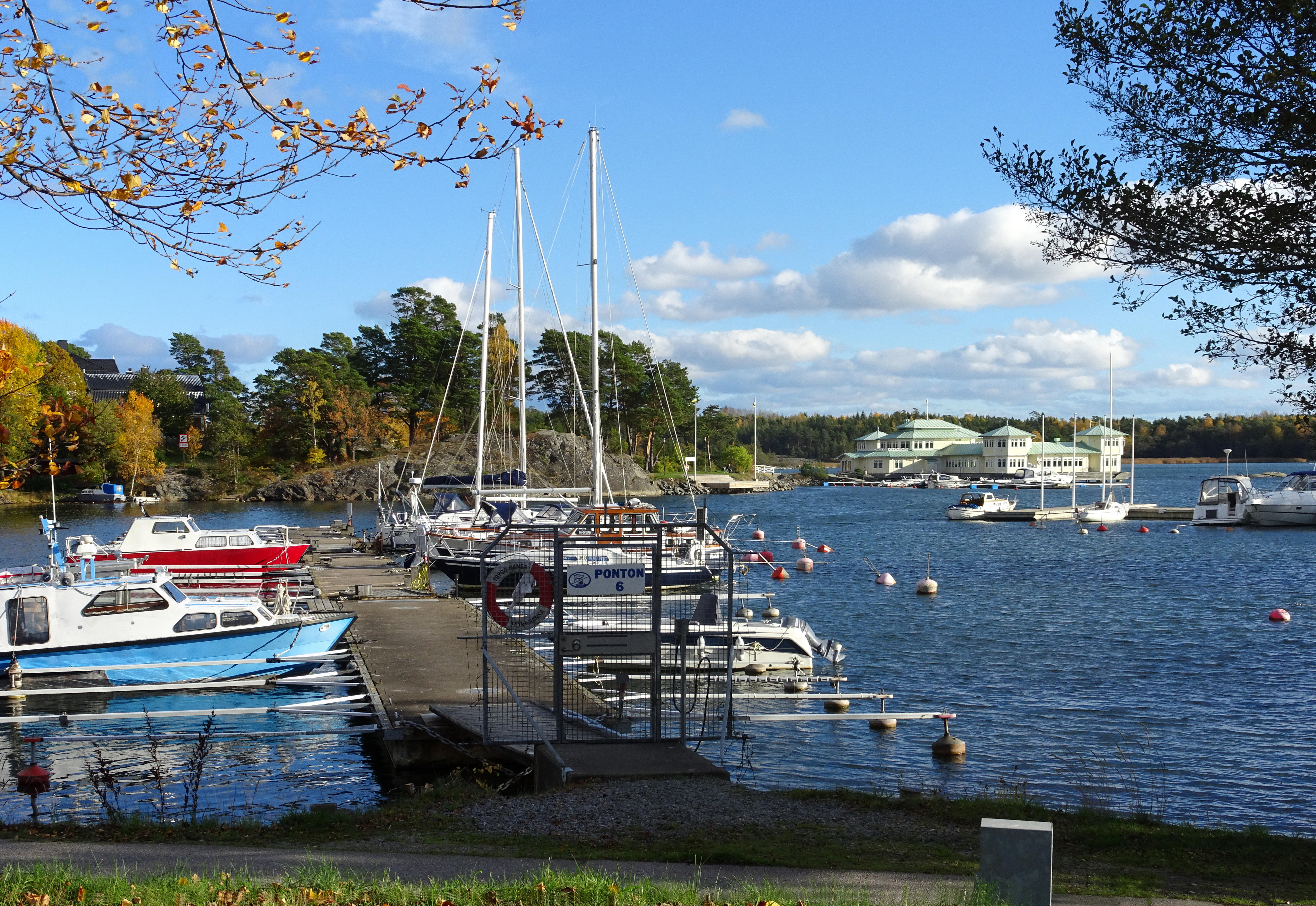
Utsikt från Strandvägen över småbåtshamnen och ön Trehörningen med Nynäs havsbad, oktober 2017.

Strandvägen börjar i sydöstra Nynäshamn i höjd med Svandammsskolan och går förbi Hamnviksvägen samt Oskarsbron. Den senare leder till ön Trehörningen där den stora träbyggnaden för dagens Nynäs havsbads hotell och spa ligger. Den anrika anläggningen, som var badhotellets kallbadhus syns bra från vägen.
Efter cirka 200 meter kommer man till Nynäshamns hembygdsgård med Nynäshamns äldsta hus, kallad Luddes stuga, byggd på hösten 1719 alldeles efter rysshärjningarna. Stugan, som egentligen hette Sand ligger på sin ursprungliga plats och var fiskartorp under Nynäs gård. 
Sedan sträcker sig Strandvägen förbi Nynäshamns segelsällskaps småbåtshamn och söderut och följer strandlinjen längs Gårdsfjärden. Intill stranden vid Alviken och uppe på en klippa fanns tidigare Strand Restaurang (invigd 1927 och riven 1976). Restaurangen hade ”fullständig servering och konditori” och erbjöd ”en härlig utsikt över Danziger Gatt och de natursköna omgivningarna” samt lockade med ”idealisk bil- och promenadväg”. 1927 hade Strand restaurang ”Supé dansante” med kvällskonserter varje dag. Idag finns bara en del av utsiktsterrassen kvar. 
Utmed vägen ligger även ”Sveriges längsta idrottsplats” som kallas så eftersom kommunen satt upp elva styrketräningsredskap. Vid vägen finns gott om parkeringsplatser. Längst i söder, där Strandvägen svänger västerut, återfinns Kroksundsudden där senaste istiden lämnat intressanta formationer i berget, bland annat den så kallade Kärleksgrottan. Den består av en åtta meter hög spricka, som vidgar sig nedåt och har en två meter bred botten. Den är fyra meter lång och har som tak ett fastkilat stenblock. 
Intill ligger Jökeldalen som lätt syns från vägen. Det är en bergvägg som under den senaste istiden urgröptes av vatten och roterande stenar. Både Jökeldalen och Kärleksgrottan är geologiska naturminnen. I närheten finns även badplats och solklippor. Vägen slutar vid Lövhagens friluftsområde med servering, vandrarhem, havsbad och vandringsleder. Vägsträckan Oskarsbron-Lövhagen mäter omkring tre kilometer. Vill man ta hela ”Strandvägen runt” fortsätter man från Lövhagen på Hamnviksägen mot norr och tillbaka till startpunkten. Då är hela sträckan knappt sex kilometer lång.

## Bilder

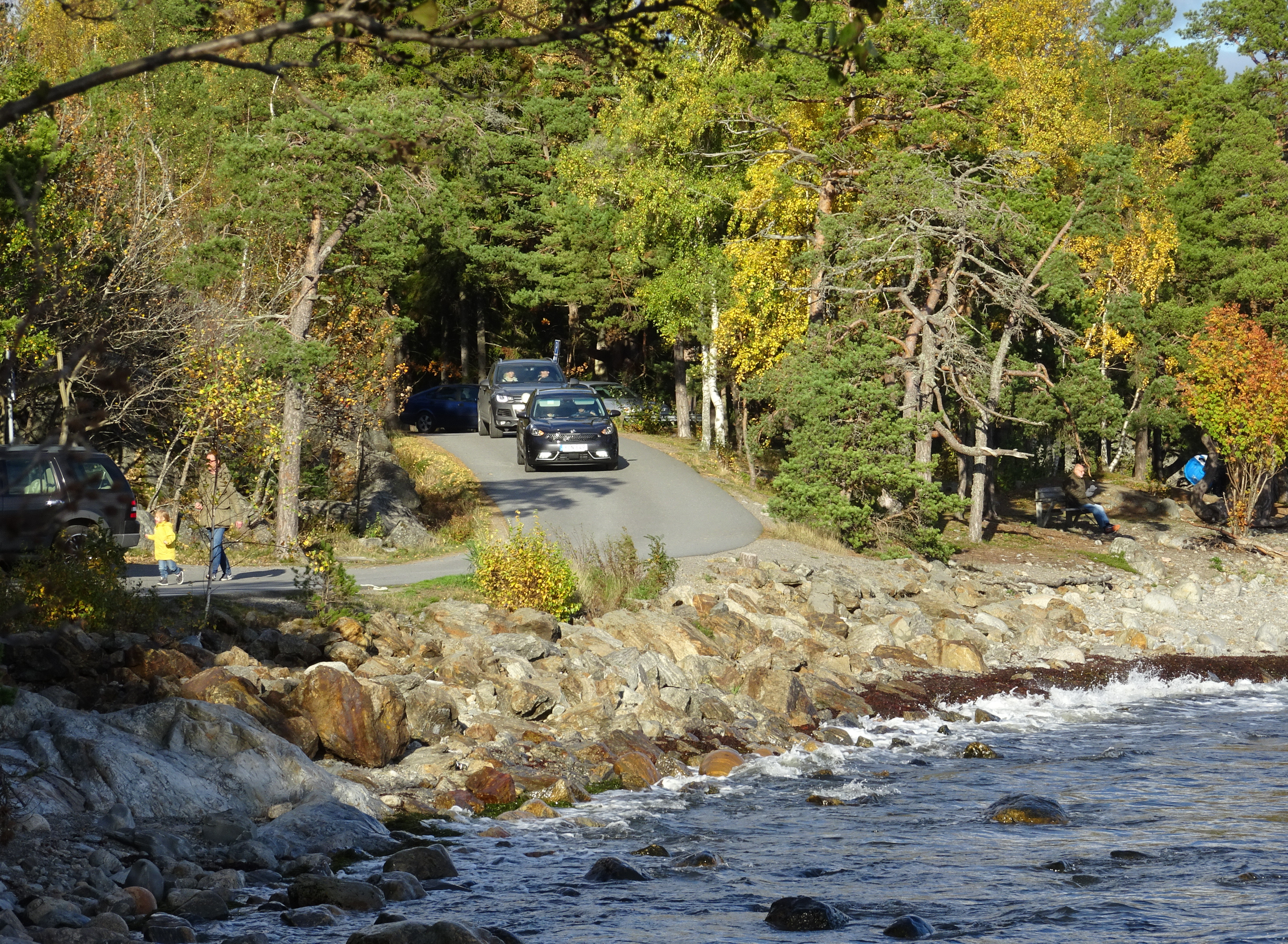
Strandvägens östra sträckning.
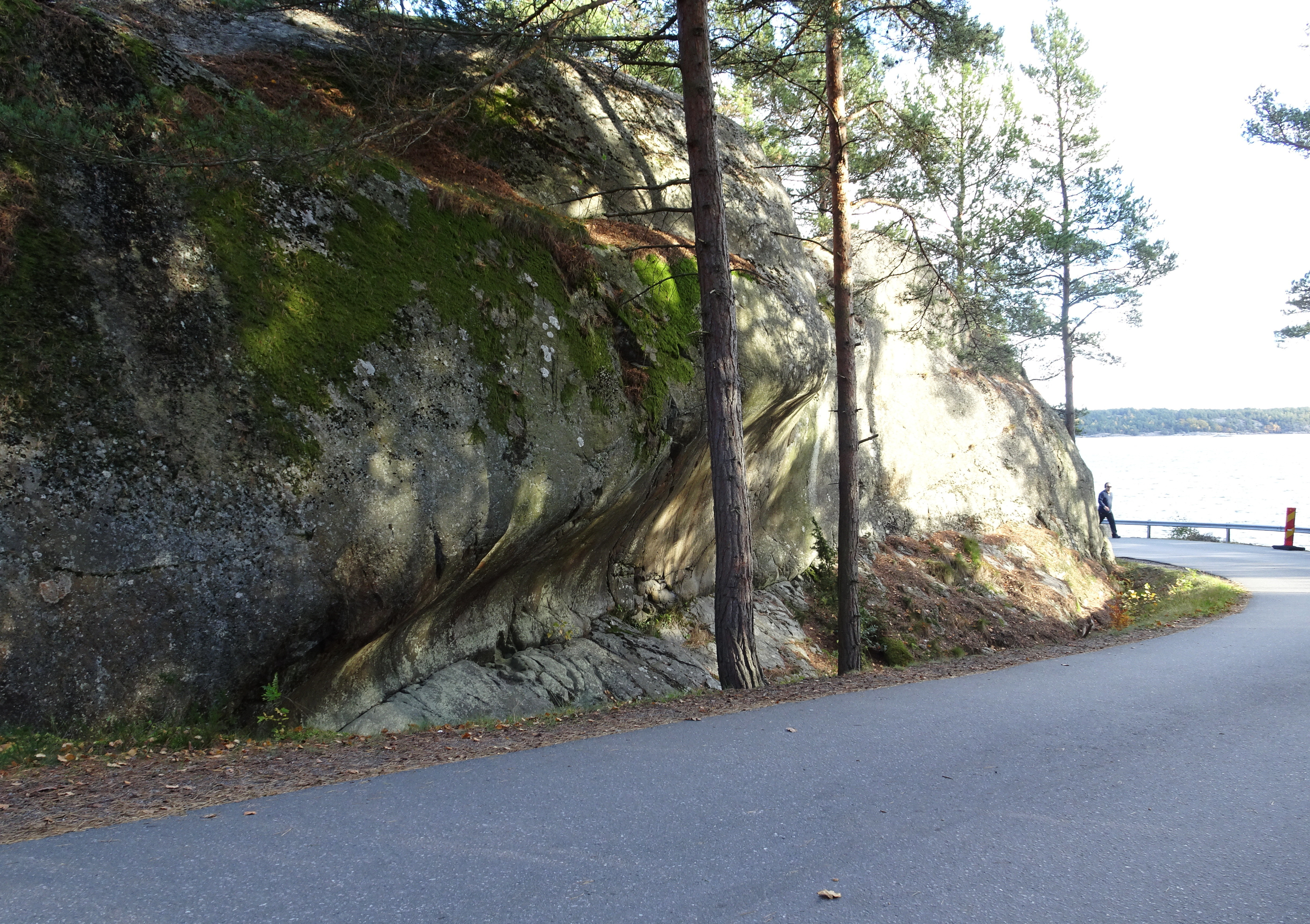
Strandvägen vid Jökeldalen (jämför med foto från 1908).
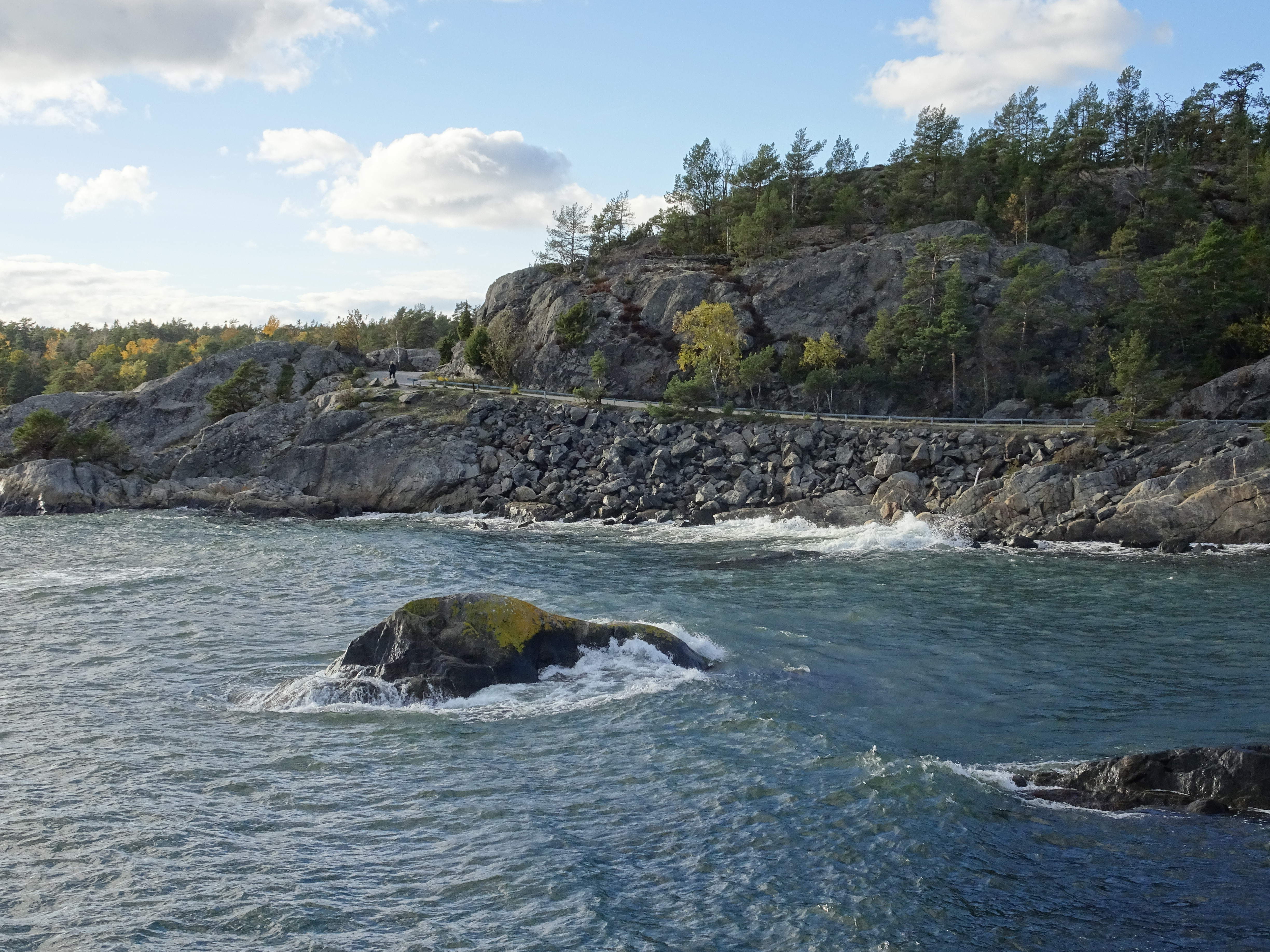
Strandvägens södra sträckning.
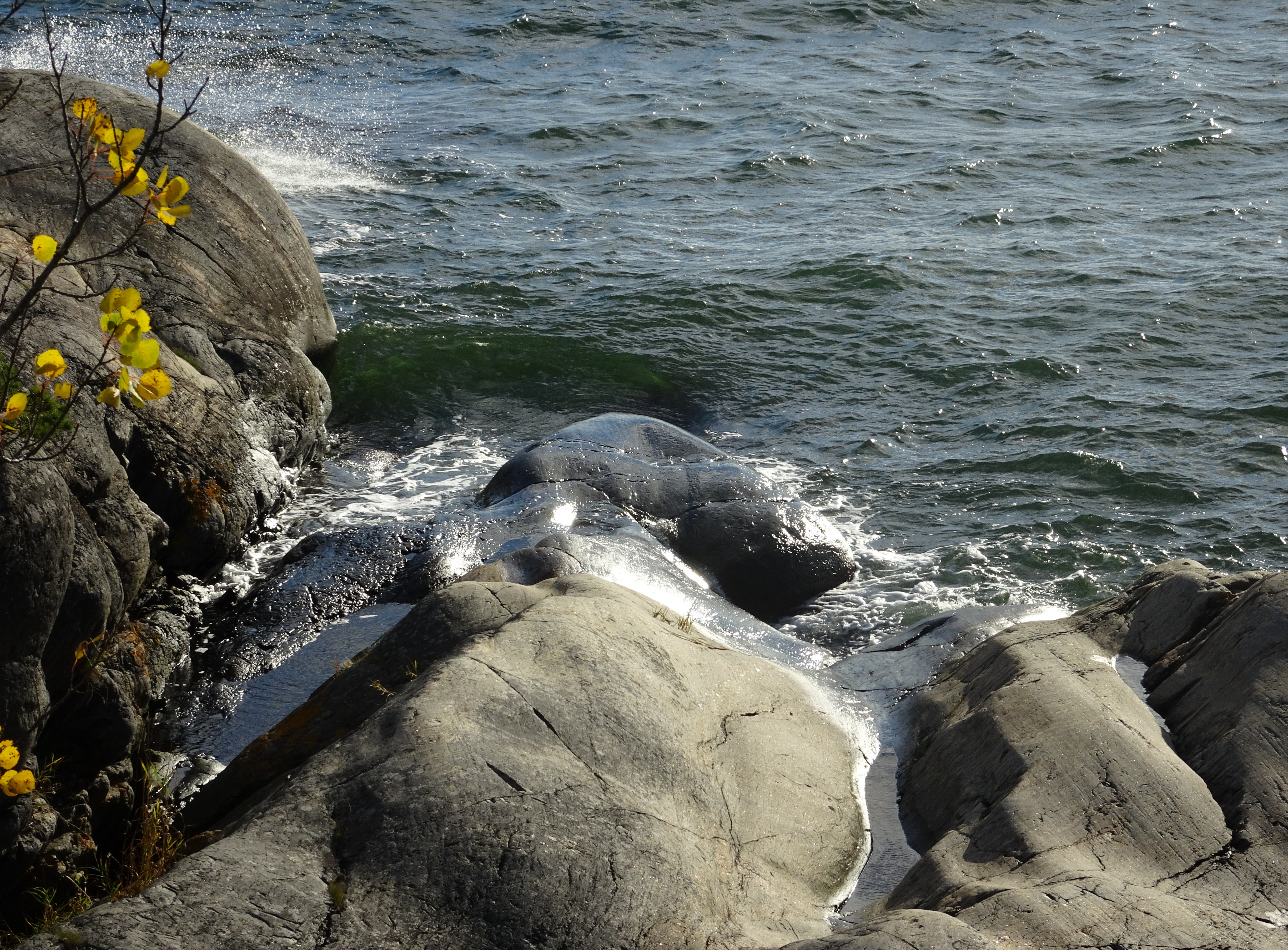
Blankslipade klippor vid Gårdsfjärden.
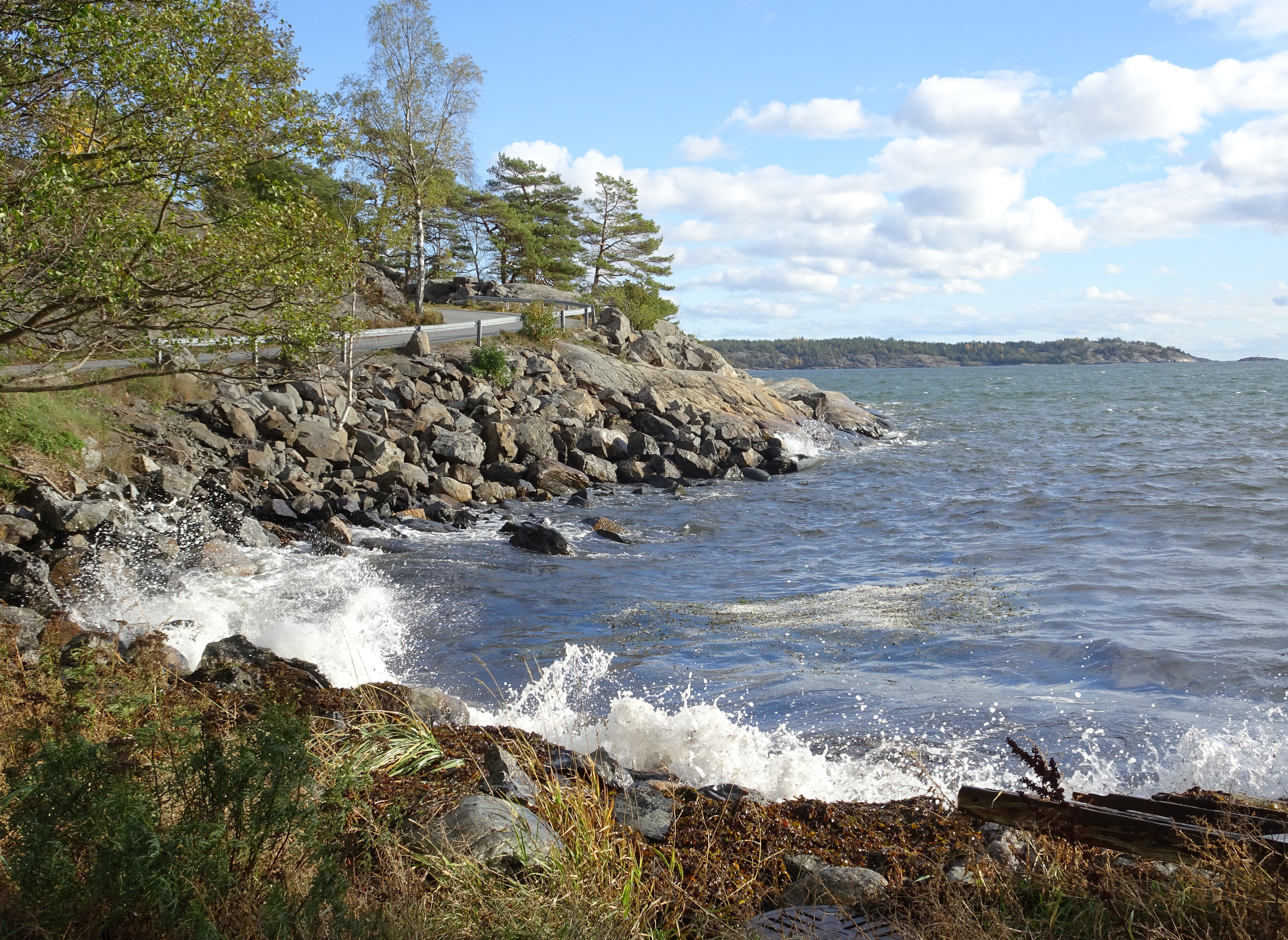
Strandvägen vid Lövudden.

## Panorama

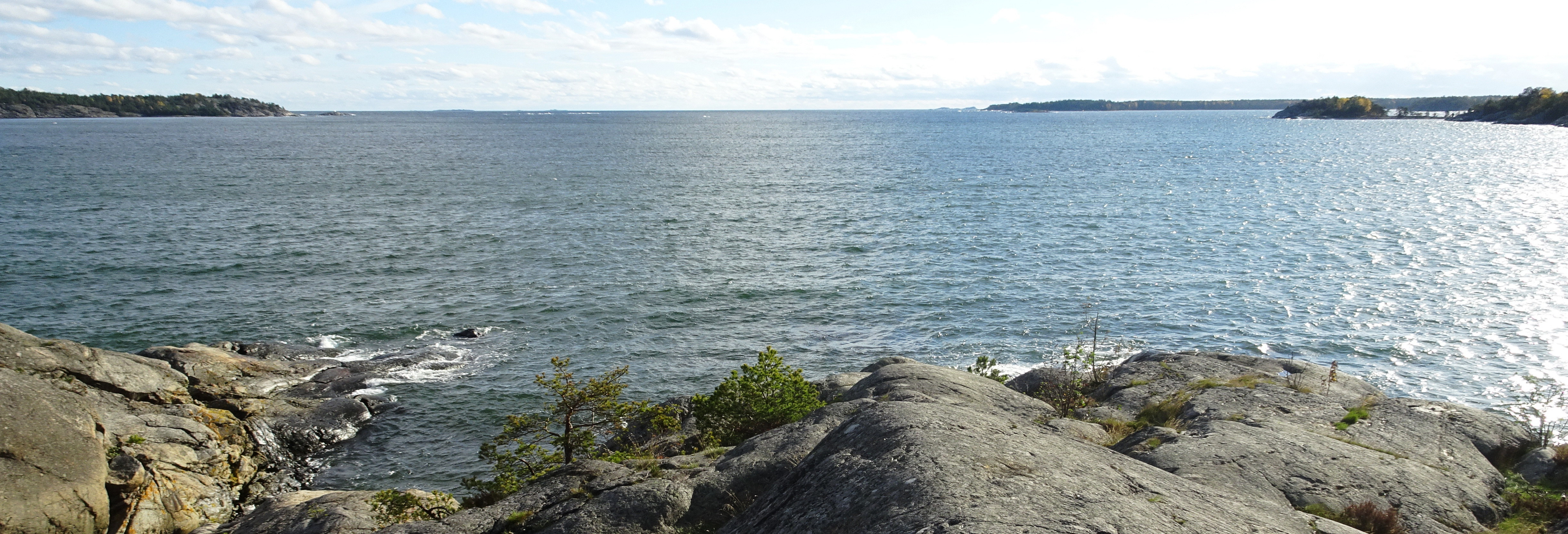
Utsikt över Gårdsfjärden från Kroksundsudden, Strandvägens sydligaste del.